# 孔特里耶尔
孔特里耶尔（法語：Contrières，法語發音：[kɔ̃tʁijɛʁ]）是法国芒什省的一个旧市镇，属于库唐斯区。2019年，孔特里耶尔与临近的3个市镇并入市镇谢讷河畔凯特勒维尔。

## 地理
孔特里耶尔（48°59'15"N, 1°25'50"W）面积9.12 平方千米，位于法国诺曼底大区芒什省，该省份为法国西北部沿海省份，西、北、东北三面环大西洋，东起顺时针与卡爾瓦多斯省、奧恩省、马耶讷省和伊勒-维莱讷省接壤。
与孔特里耶尔接壤的市镇（或旧市镇、城区）包括：奥尔瓦勒、谢讷河畔奥尔瓦勒、谢讷河畔凯特勒维尔、圣但尼勒韦蒂、索塞、特雷利。

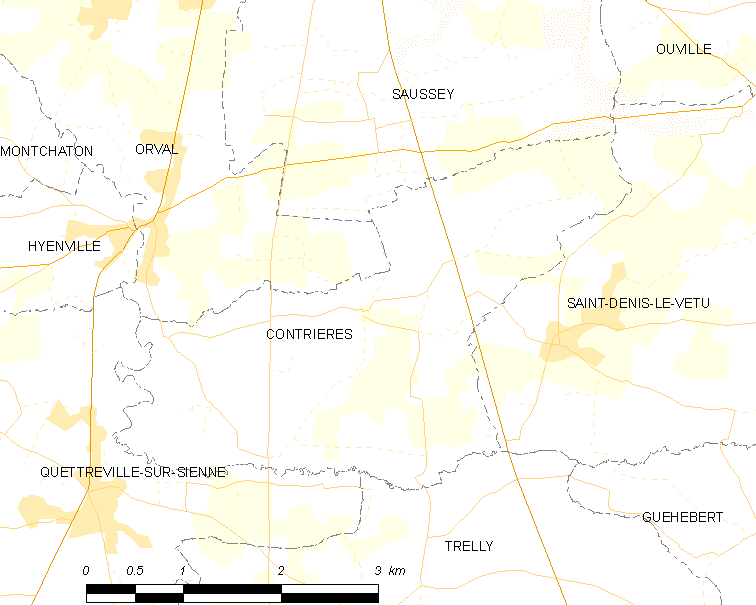
孔特里耶尔的OSM定位图

孔特里耶尔的时区为UTC+01:00、UTC+02:00（夏令时）。

## 行政
孔特里耶尔的邮政编码为50660，INSEE市镇编码为50140。

## 政治
孔特里耶尔所属的省级选区为谢讷河畔凯特勒维尔县。

## 人口

1962-2008年间孔特里耶尔人口变化图示

孔特里耶尔于2018年1月1日时的人口数量为366人。